# Elisabeth Kaufmann
Pour les articles homonymes, voir Kaufmann.
Elisabeth Kaufmann, née le 17 janvier 1904 à Hidegkút et morte en 1991 à Genève, est une artiste peintre suisse d'origine hongroise.

## Biographie
Née dans une famille d'artisans en Hongrie en 1904, elle s'établit en 1912 en Suisse. Elle se forme à Berne dans le domaine des beaux-arts dans l'atelier de Joseph Simon Volmar, puis à Düsseldorf dans l'atelier de Junghaus, à Paris à l'École nationale supérieure des beaux-arts et enfin à Budapest dans l'atelier de János Vaszary.
En 1932, elle se marie avec Ernest Adler et s'installe à Genève. Ses médiums de prédilection sont la peinture à l'huile, l'aquarelle, la peinture sur verre et la gravure sur cuivre.
Après la Seconde Guerre mondiale, elle se tourne peu à peu vers la peinture abstraite. Dès 1953, Elisabeth Kaufmann expose régulièrement avec la Société des Femmes peintres et sculpteurs suisses. 
Elle expose pour la première fois à Genève au Musée Rath en 1931.
Lors de son passage à Saint-Gall, elle fait partie du groupe Kreis Boden. Elle meurt en 1991 à Genève.

## Expositions
- 1931 : Elisabeth Kaufmann, Marcel d'Eternod, Théo. Divorne,  Alexandre de Spengler : catalogue  exposition, Musée Rath, Genève du 1 au 3 avril 1931
- 1935 : Elisabeth Adler-Kaufmann, Yvonne Heilbronner : Musée Rath, Genève du 3 au 25 avril 1935
- 1967 : Grenier d'art, Place de la Fusterie, Genève
- 1968 : Grenier d'art, Place de la Fusterie, Genève
- 1970 : Exposition de la Section genevoise des femmes peintres et sculpteurs, Musée Rath, Genève[5]